# Llista d'asteroides/160301-160400
| Nom      | Designació provisional | Data de descobriment   | Lloc de descobriment | Descobridor/s               |
| -------- | ---------------------- | ---------------------- | -------------------- | --------------------------- |
| 160301 - | 2003 FQ100             | 31 de març de 2003     | Anderson Mesa        | LONEOS                      |
| 160302 - | 2003 FZ101             | 31 de març de 2003     | Socorro              | LINEAR                      |
| 160303 - | 2003 FE111             | 31 de març de 2003     | Socorro              | LINEAR                      |
| 160304 - | 2003 GW1               | 2 d'abril de 2003      | Haleakala            | NEAT                        |
| 160305 - | 2003 GK2               | 1 d'abril de 2003      | Socorro              | LINEAR                      |
| 160306 - | 2003 GE5               | 1 d'abril de 2003      | Socorro              | LINEAR                      |
| 160307 - | 2003 GA6               | 1 d'abril de 2003      | Socorro              | LINEAR                      |
| 160308 - | 2003 GX12              | 1 d'abril de 2003      | Socorro              | LINEAR                      |
| 160309 - | 2003 GT16              | 4 d'abril de 2003      | Socorro              | LINEAR                      |
| 160310 - | 2003 GA32              | 8 d'abril de 2003      | Socorro              | LINEAR                      |
| 160311 - | 2003 GA37              | 6 d'abril de 2003      | Anderson Mesa        | LONEOS                      |
| 160312 - | 2003 GT39              | 8 d'abril de 2003      | Socorro              | LINEAR                      |
| 160313 - | 2003 HX28              | 28 d'abril de 2003     | Anderson Mesa        | LONEOS                      |
| 160314 - | 2003 HZ42              | 28 d'abril de 2003     | Socorro              | LINEAR                      |
| 160315 - | 2003 HO49              | 30 d'abril de 2003     | Haleakala            | NEAT                        |
| 160316 - | 2003 HD51              | 28 d'abril de 2003     | Haleakala            | NEAT                        |
| 160317 - | 2003 JE5               | 1 de maig de 2003      | Socorro              | LINEAR                      |
| 160318 - | 2003 JR8               | 2 de maig de 2003      | Socorro              | LINEAR                      |
| 160319 - | 2003 JQ10              | 2 de maig de 2003      | Kitt Peak            | Spacewatch                  |
| 160320 - | 2003 KF12              | 27 de maig de 2003     | Anderson Mesa        | LONEOS                      |
| 160321 - | 2003 KP13              | 26 de maig de 2003     | Haleakala            | NEAT                        |
| 160322 - | 2003 LA4               | 5 de juny de 2003      | Reedy Creek          | J. Broughton                |
| 160323 - | 2003 MZ8               | 28 de juny de 2003     | Socorro              | LINEAR                      |
| 160324 - | 2003 ME10              | 29 de juny de 2003     | Socorro              | LINEAR                      |
| 160325 - | 2003 NV1               | 2 de juliol de 2003    | Siding Spring        | R. H. McNaught              |
| 160326 - | 2003 NF7               | 7 de juliol de 2003    | Reedy Creek          | J. Broughton                |
| 160327 - | 2003 NJ10              | 3 de juliol de 2003    | Kitt Peak            | Spacewatch                  |
| 160328 - | 2003 OG4               | 21 de juliol de 2003   | Campo Imperatore     | CINEOS                      |
| 160329 - | 2003 OC31              | 30 de juliol de 2003   | Socorro              | LINEAR                      |
| 160330 - | 2003 QN42              | 22 d'agost de 2003     | Socorro              | LINEAR                      |
| 160331 - | 2003 QS57              | 23 d'agost de 2003     | Socorro              | LINEAR                      |
| 160332 - | 2003 QU60              | 23 d'agost de 2003     | Socorro              | LINEAR                      |
| 160333 - | 2003 QC79              | 24 d'agost de 2003     | Socorro              | LINEAR                      |
| 160334 - | 2003 QH109             | 31 d'agost de 2003     | Socorro              | LINEAR                      |
| 160335 - | 2003 RK3               | 1 de setembre de 2003  | Socorro              | LINEAR                      |
| 160336 - | 2003 RW4               | 3 de setembre de 2003  | Haleakala            | NEAT                        |
| 160337 - | 2003 RF18              | 15 de setembre de 2003 | Palomar              | NEAT                        |
| 160338 - | 2003 SR52              | 19 de setembre de 2003 | Palomar              | NEAT                        |
| 160339 - | 2003 SY66              | 19 de setembre de 2003 | Campo Imperatore     | CINEOS                      |
| 160340 - | 2003 SB100             | 20 de setembre de 2003 | Palomar              | NEAT                        |
| 160341 - | 2003 ST103             | 20 de setembre de 2003 | Socorro              | LINEAR                      |
| 160342 - | 2003 SW103             | 20 de setembre de 2003 | Socorro              | LINEAR                      |
| 160343 - | 2003 SP139             | 18 de setembre de 2003 | Socorro              | LINEAR                      |
| 160344 - | 2003 SG145             | 20 de setembre de 2003 | Campo Imperatore     | CINEOS                      |
| 160345 - | 2003 SJ175             | 18 de setembre de 2003 | Kitt Peak            | Spacewatch                  |
| 160346 - | 2003 SB296             | 29 de setembre de 2003 | Anderson Mesa        | LONEOS                      |
| 160347 - | 2003 TL16              | 15 d'octubre de 2003   | Anderson Mesa        | LONEOS                      |
| 160348 - | 2003 TY20              | 15 d'octubre de 2003   | Anderson Mesa        | LONEOS                      |
| 160349 - | 2003 UA28              | 22 d'octubre de 2003   | Goodricke-Pigott     | Goodricke-Pigott            |
| 160350 - | 2003 UY49              | 16 d'octubre de 2003   | Haleakala            | NEAT                        |
| 160351 - | 2003 UZ85              | 18 d'octubre de 2003   | Palomar              | NEAT                        |
| 160352 - | 2003 UJ138             | 21 d'octubre de 2003   | Socorro              | LINEAR                      |
| 160353 - | 2003 UV162             | 21 d'octubre de 2003   | Socorro              | LINEAR                      |
| 160354 - | 2003 UO198             | 21 d'octubre de 2003   | Kitt Peak            | Spacewatch                  |
| 160355 - | 2003 UT226             | 22 d'octubre de 2003   | Socorro              | LINEAR                      |
| 160356 - | 2003 UU278             | 25 d'octubre de 2003   | Socorro              | LINEAR                      |
| 160357 - | 2003 WF117             | 20 de novembre de 2003 | Socorro              | LINEAR                      |
| 160358 - | 2003 WE159             | 29 de novembre de 2003 | Socorro              | LINEAR                      |
| 160359 - | 2003 XV6               | 3 de desembre de 2003  | Socorro              | LINEAR                      |
| 160360 - | 2003 XU12              | 14 de desembre de 2003 | Palomar              | NEAT                        |
| 160361 - | 2003 YD66              | 20 de desembre de 2003 | Socorro              | LINEAR                      |
| 160362 - | 2003 YP90              | 20 de desembre de 2003 | Socorro              | LINEAR                      |
| 160363 - | 2003 YP107             | 17 de desembre de 2003 | Socorro              | LINEAR                      |
| 160364 - | 2004 BW115             | 26 de gener de 2004    | Anderson Mesa        | LONEOS                      |
| 160365 - | 2004 DC66              | 23 de febrer de 2004   | Socorro              | LINEAR                      |
| 160366 - | 2004 ER16              | 12 de març de 2004     | Palomar              | NEAT                        |
| 160367 - | 2004 EN37              | 14 de març de 2004     | Palomar              | NEAT                        |
| 160368 - | 2004 EY42              | 15 de març de 2004     | Catalina             | CSS                         |
| 160369 - | 2004 FW34              | 16 de març de 2004     | Socorro              | LINEAR                      |
| 160370 - | 2004 FK36              | 16 de març de 2004     | Socorro              | LINEAR                      |
| 160371 - | 2004 FG47              | 18 de març de 2004     | Kitt Peak            | Spacewatch                  |
| 160372 - | 2004 FC51              | 18 de març de 2004     | Kitt Peak            | Spacewatch                  |
| 160373 - | 2004 FU63              | 19 de març de 2004     | Socorro              | LINEAR                      |
| 160374 - | 2004 GR22              | 12 d'abril de 2004     | Anderson Mesa        | LONEOS                      |
| 160375 - | 2004 HG6               | 17 d'abril de 2004     | Socorro              | LINEAR                      |
| 160376 - | 2004 HS27              | 20 d'abril de 2004     | Socorro              | LINEAR                      |
| 160377 - | 2004 HY27              | 20 d'abril de 2004     | Socorro              | LINEAR                      |
| 160378 - | 2004 HN30              | 21 d'abril de 2004     | Socorro              | LINEAR                      |
| 160379 - | 2004 HX59              | 23 d'abril de 2004     | Socorro              | LINEAR                      |
| 160380 - | 2004 HB67              | 21 d'abril de 2004     | Kitt Peak            | Spacewatch                  |
| 160381 - | 2004 JV6               | 11 de maig de 2004     | Mauna Kea            | J. Pittichová, N. Moskovitz |
| 160382 - | 2004 JX16              | 12 de maig de 2004     | Catalina             | CSS                         |
| 160383 - | 2004 JL19              | 13 de maig de 2004     | Palomar              | NEAT                        |
| 160384 - | 2004 JA30              | 15 de maig de 2004     | Socorro              | LINEAR                      |
| 160385 - | 2004 JJ35              | 15 de maig de 2004     | Socorro              | LINEAR                      |
| 160386 - | 2004 JX37              | 14 de maig de 2004     | Socorro              | LINEAR                      |
| 160387 - | 2004 JS44              | 15 de maig de 2004     | Socorro              | LINEAR                      |
| 160388 - | 2004 LC7               | 11 de juny de 2004     | Socorro              | LINEAR                      |
| 160389 - | 2004 LO23              | 15 de juny de 2004     | Needville            | J. Dellinger, M. Eastman    |
| 160390 - | 2004 NQ8               | 14 de juliol de 2004   | Reedy Creek          | J. Broughton                |
| 160391 - | 2004 NJ20              | 14 de juliol de 2004   | Socorro              | LINEAR                      |
| 160392 - | 2004 OJ7               | 16 de juliol de 2004   | Socorro              | LINEAR                      |
| 160393 - | 2004 PZ6               | 6 d'agost de 2004      | Palomar              | NEAT                        |
| 160394 - | 2004 PB23              | 8 d'agost de 2004      | Socorro              | LINEAR                      |
| 160395 - | 2004 PF74              | 8 d'agost de 2004      | Socorro              | LINEAR                      |
| 160396 - | 2004 PY84              | 10 d'agost de 2004     | Socorro              | LINEAR                      |
| 160397 - | 2004 PJ85              | 10 d'agost de 2004     | Socorro              | LINEAR                      |
| 160398 - | 2004 PT103             | 12 d'agost de 2004     | Socorro              | LINEAR                      |
| 160399 - | 2004 PA105             | 12 d'agost de 2004     | Socorro              | LINEAR                      |
| 160400 - | 2004 RO5               | 4 de setembre de 2004  | Palomar              | NEAT                        |